# Dipteronia brownii
Dipteronia brownii — це вимерлий вид родини сапіндових (Sapindaceae), описаний у 2001 році. Скам'янілості D. brownii відомі зі стратиграфічних утворень у Північній Америці та Азії віком від палеоцену до раннього олігоцену.

## Опис
Плоди Dipteronia brownii народжувалися в шизокарпії, що складається з трьох, рідше двох плоских мерикарпіїв, які прикріплюються вздовж прямого проксимального краю. Шизокарпії народжувалися на довгих тонких квітконіжках, які розширювалися до дископодібного з'єднання з оцвітиною. Мерикарпії мають гладкий круговий контур, що тягнеться від проксимального рубця прикріплення, надаючи субеліптичний профіль крилу 8–24 мм. Одна первинна жилка проходить на 1.6–5.6 мм від ніжки вгору по рубцю прикріплення, а потім повертається всередину під кутом 90–135° до центру крила. У центральній частині крила, на відстані 2–8 мм від краю крила, розташоване насіння від грушоподібної до еліптичної форми діаметром 3–8 мм. Поверхню навколоплідника насіння покриває сітчаста мережа вторинних жилок. Третинні жилки, що поширюються від насінини через крило, розщеплюються та з'єднуються, коли вони простягаються до краю крила. Третинки з'єднує тонка сітка четвертинних жилок, які утворюють полігональні ареоли.

## Поширення та палеоекологія
Найдавніші випадки виявлення Dipteronia brownii належать до палеогену, скам'янілості знайдені в середньому палеоцені, 63–60 мільйонів років тому у формації Форт-Юніон у Вайомінгу та в данській середньо-верхньо-цагаянській формації на північному сході прибережної Росії. Міграції між трохи давнішими територіями російського Далекого Сходу та Північною Америкою, ймовірно, сприяв берингійський сухопутний міст у період раннього та середнього палеоену.
У ранньому еоцені вид поширився на еоценові ділянки високогір'я Оканаган у східній частині центральної Британської Колумбії та на північному сході центральної частини Вашингтона. Скам'янілості були знайдені у формаціях нагір'я Оканаган від найпівденнішої формації гори Клондайк до найпівнічніших сланців Дрифтвуд.
У середньому еоцені вид з'являється у формації Джон Дей у центральному Орегоні. Протягом середнього та пізнього еоцену вид поширився на схід і південь до флори басейну Рубі в Монтані та формації Флорісант в Колорадо, тоді як остання північноамериканська поява припадає на ранній олігоцен, рупель верхньої флори формацій Джон Дей Брідж-Крік. Одночасно плоди Dipteronia brownii також знайдені в рупельських озерних аргілітах 32 ± 1 мільйон років тому автономної префектури Chuxiong Yi на південному заході Китаю, а також є найбільшою південною частиною копалин D. brownii.
Ding та ін. (2018) припустили, що зменшення Dipteronia з широкого північноамериканського та широкого азійського ареалу, що спостерігається у D. brownii, до ізольованого регіонального ендеміка сучасності, поміченого у Dipteronia dyeriana та Dipteronia sinensis, було результатом кількох факторів. Скорочення ареалу, ймовірно, було спричинене загальним глобальним похолоданням протягом олігоцену та міоцену в поєднанні зі збільшенням та посиленням випадання дощів у північній півкулі та пов’язаним із цим висиханням у високих широтах.